# Carretera Pamplona-Tudela
La carretera Pamplona - Tudela o  N-121  es la vía que une Pamplona con la Ribera, alternativa gratuita a la Autopista de Navarra.

## Historia
En sus orígenes, la  N-121  cubría la ruta entre la localidad de Tarazona, en la provincia de Zaragoza, y la muga de Dancharinea con Francia, en Navarra. Es por ello que esta vía se ha denominado clásicamente Carretera de Tarazona a Francia por Dancharinea. La evolución de las infraestructuras viarias en el último siglo junto con el traspaso de competencias en materia de carreteras a Navarra ha provocado la fragmentación de esta vía fundamentalmente en cinco tramos, conservándose la nomenclatura original únicamente en dos de ellos. A continuación se enumeran, de norte a sur, los tramos con origen en la antigua N-121:
- N-121-B  Carretera Pamplona-Francia por Baztan (junto con  NA-8307 ).
- N-121-A  Carretera Pamplona-Behobia (junto con  NA-1210 ).
- N-121  Carretera Pamplona-Tudela (junto con  NA-134 ,  NA-8703  y  NA-8712 ).
- N-121-C  Carretera Tudela-Límite Provincial Zaragoza.
- N-121  Carretera Tarazona a Francia por Dancharinea.

La carretera Pamplona-Tudela es de titularidad pública, administrada por el Departamento de Cohesión Territorial del Gobierno de Navarra. Consta de dos tramos: el primero de ellos parte del km 80,63 de la AP-15 en Noáin y termina en el acceso norte de Tafalla; el segundo, parte del acceso sur de Tafalla y finaliza en el cruce "Los Abetos" junto con la  N-113  y  NA-134 , en el municipio de Valtierra.

## Recorrido

### Tramo norte (antes de Tafalla)
| Señal | Kilómetro | Dirección                                                                               | Carretera                 |
| ----- | --------- | --------------------------------------------------------------------------------------- | ------------------------- |
|       | 7         | (dirección norte) Pamplona, San Sebastián Sangüesa, Jaca, Huesca                        | A-15 A-21                 |
|       | 7         | (dirección sur) Tudela, Zaragoza, Madrid                                                | N-121                     |
|       | 8         | Imárcoain Imárcoain Noáin                                                               | NA-6001 NA-8102           |
|       | 9         | Beriáin, Subiza, Beriáin                                                                | NA-6009                   |
|       | 10        | Oriz, Subiza, Errekaldea                                                                | NA-6009                   |
|       | 12,8      | Tiebas, Urroz-Villa                                                                     | NA-234                    |
|       | 13,6      | Travesía de Tiebas                                                                      | Travesía de Tiebas        |
|       | 14,3      | Olaz-Subiza, Subiza                                                                     | NA-6000                   |
|       | 14,4      | Travesía de Campanas                                                                    | Travesía de Campanas      |
|       | 16        | Pamplona Enériz, Obanos, Puente la Reina, cantera                                       | AP-15 NA-601              |
|       | 17,5      | Artajona                                                                                | NA-6020                   |
|       | 19,7      | Unzué, Olóriz                                                                           | NA-5010                   |
|       | 23        | Mendívil                                                                                | Mendívil                  |
|       | 23,8      | Barásoain                                                                               | Barásoain                 |
|       | 24,7      | Acceso norte a Barásoain y Garínoain                                                    | NA-8601                   |
|       | 26,5      | Acceso sur a Barásoain y Garínoain                                                      | NA-8601                   |
|       | 26,9      | Benegorri, Amatriain                                                                    | NA-5161                   |
|       | 29        | Pueyo                                                                                   | NA-5102                   |
|       | 29,2      | Sánsoain, Maquirriáin, Olleta                                                           | NA-5110                   |
|       | 30,3      | Zaragoza, Madrid (Variante de Tafalla libre de peaje) Zaragoza, Madrid Pamplona Tafalla | AP-15 N-121 AP-15 NA-8602 |

### Tramo sur (después de Tafalla)
| Señal | Kilómetro | Dirección                                                                        | Carretera                 |
| ----- | --------- | -------------------------------------------------------------------------------- | ------------------------- |
|       | 37        | (dirección norte) Pamplona (Variante de Tafalla libre de peaje) Pamplona Tafalla | AP-15 N-121 AP-15 NA-8602 |
|       | 37        | (dirección sur) Tudela, Zaragoza, Madrid                                         | N-121                     |
|       | 37,2      | Estella-Lizarra Tudela, Zaragoza, Madrid                                         | N-132 AP-15               |
|       | 38,4      | Peralta, Marcilla, Olite Olite, Beire                                            | NA-115 NA-8602            |
|       | 41        | Peralta, Olite                                                                   | NA-6620                   |
|       | 43        | Olite, Beire, San Martín de Unx                                                  | NA-8602                   |
|       | 47        | Pitillas, Santacara                                                              | NA-5330                   |
|       | 50        | Murillo el Cuende                                                                | NA-5381                   |
|       | 52        | Planta oleoquímica                                                               | Planta oleoquímica        |
|       | 53,5      | Santacara, Mélida, Murillo el Fruto, Carcastillo                                 | NA-1240                   |
|       | 55,6      | Marcilla, Peralta                                                                | NA-128                    |
|       | 55,8      | Mélida, Carcastillo                                                              | NA-128                    |
|       | 56,8      | Travesía de Caparroso                                                            | Travesía de Caparroso     |
|       | 58,8      | Acceso sur de Caparroso                                                          | NA-5502                   |
|       | 72,2      | Cadreita, Milagro                                                                | NA-134                    |
|       | 73        | Agreda, Soria, Madrid Valtierra, Arguedas, Tudela                                | N-113 NA-134              |